# Темкин-Ростовский, Михаил Михайлович
Князь Михаил Михайлович Темкин-Ростовский (ум. 10 (20) октября 1661) — русский военный и государственный деятель, стольник, голова, воевода, дворецкий и боярин во времена правления Михаила Фёдоровича и Алексея Михайловича.
Из княжеского рода Тёмкины-Ростовские. Единственный сын дворянина московского и воеводы сын князя Михаила Григорьевича Темкина-Ростовского. Имел сестру, княжну Домну (Арину) Михайловну, (ум. 1630) супруга боярина и князя Фёдора Ивановича Мстиславского.

## Биография

### Служба при Михаиле Фёдоровиче
Впервые упоминается в 1617 году, когда служил головой в Дорогобуже. В 1623-1640 годах записан в Боярской книге в чине стольника и с тех пор неоднократно упоминается на различных государевых мероприятиях.
19 (29) сентября 1625 года присутствовал на первой свадьбе царя Михаила Фёдоровича с княжной Марией Владимировной Долгоруковой, пятнадцатый в свадебном поезде. 5 (15) февраля 1626 года был на второй свадьбе царя Михаила Фёдоровича с Евдокией Лукьяновной Стрешневой, десятый в свадебном поезде.
С 4 (14) апреля 1630 года князь Михаил Михайлович находился на службе в окраинном разряде первым воеводой большого полка в Туле для обороны от южных границ от крымско-татарских набегов. Вместе с ним были дворяне, дети боярские окраинных городов и иностранные наемники (1095 чел.). Царь Михаил Фёдорович, отправляя князя Михаила Темкина-Ростовского в Тулу, поручил ему смотреть за укреплениями, производить смотры ратным людям, следить за приближением противника, во время набега созывать окрестных жителей в осаду, сообщать в столицу о передвижении татар и вместе с другими воеводами отражать вражеские набеги. 1 (11) октября 1630 года вместе с другими большими воеводами был отпущен на осень в Москву.
21 февраля (3 марта) 1633 года стольник князь М. М. Темкин-Ростовский наряжал вина при царском столе в селе Тайницком. 24 мая (3 июня) 1635 года назначен первым воеводой в Тобольск, где сменил князя Андрея Голицына, отпущенного в Москву. На воеводстве князь Михаил Михайлович пробыл четыре года. Будучи воеводой, он был причастен к расширению русских владений в Сибири. В 1639 году воеводы Михаил Михайлович Темкин и Андрей Васильевич Волынский получили приказ содействовать отправке в острожки на р. Лене воевод Петра Головина и Матвея Глебова.
12 (22) июня 1640 года присутствовал в столовой палате во время государевых именин, 17 (27) сентября 1640 года сопровождал царя Михаила Фёдоровича в селе Коломенском, где присутствовал на новоселье в новых хоромах, а 1 (11) октября того же года в селе Рубцово смотрел в большой государев стол. В 1641 году князь Михаил Михайлович смотрел в большой государев стол в столовой палате 12 (22) января (именины царевны Татьяны Михайловны), 1 (11) марта (именины царицы Евдокии Лукьяновны), 17 (27) марта (именины царевича Алексея Михайловича), 27 апреля (7 мая) и 5 (15) мая (именины царевны Ирины Михайловны).
В 1641 году назначен первым воеводой в Казань, где находился два года. 28 января (7 февраля) 1644 года первым смотрел в большой государев стол в Грановитой палате при датском королевиче Вальдемаре.

#### Служба при Алексее Михайловиче
9 (19) августа 1645 года князь Михаил Михайлович Темкин-Ростовский встречал у дверей Золотой палаты польского посла Гаврила Стемпковского, а потом со столом к нему от царя ездил.
28 сентября (8 октября) 1645 года в день коронации царя Алексея Михайловича ходил третьим перед государем, а 30 сентября (10 октября) наряжал вина при царском дворе в Грановитой палате. 1 (11) октября того же 1645 года пожалован в бояре и дворецкие, у сказки стоял боярин Василий Иванович Стрешнев, а сказывал боярство думный разрядный дьяк Иван Гавренев. В тот же день был у царя в столовой палате за столом. 6 (16) июня 1647 года был за царским столом во время обеда в Троице-Сергиевой лавре.
16 (26) января 1648 года князь Михаил Михайлович был первым в царицыных сидячих во время первой свадьбы царя Алексея Михайловича на Марии Ильиничне Милославской. 21 (31) января того же года во время поездки царя в Троице-Сергиев монастырь был оставлен вторым среди бояр «ведать Москву». 25 марта (4 апреля) 1648 года был у царя в столовой палате за столом. 7 (17) апреля того же года во время поездки царя в село Покровское Алексея Михайловича, вновь оставлен вторым среди бояр в Москве. 14 (24) июня 1648 года был назначен первым судьей Разбойного приказа.
Во время Соляного бунта отправлен царем на переговоры с восставшими москвичами, во время которых подвергся бесчестью и побоям со стороны толпы. Восставшие горожане разграбили двор князя Темкина в Москве. 8 (18) сентября и 25 декабря 1649 (4 января 1650) года дважды был у государя в столовой палате за столом.
В 1650 году князь Михаил Михайлович был за царским столом 2 (12) июня во время трапезы в Троице-Сергиевом монастыре, 12 (22) июня в столовом шатре в Кашине, 25 декабря (4 января) — в столовой палате. В 1651 году был за царским столом 30 марта (9 апреля) (в Светлое Воскресенье) в столовой палате, 18 (28) мая (в Троицын день) в трапезе в Троице-Сергиевом монастыре, 28 июля (7 августа) в столовом шатре в Новодевичьем монастыре, 15 (25) августа был за столом у патриарха в столовой келье. 18 (28) апреля 1652 года был за царским столом в столовой палате, 19 (29) января 1653 года был за царским столом во время трапезы в Савином монастыре, 30 апреля (10 мая) 1654 года присутствовал на царской трапезе в Троице-Сергиевом монастыре.

## Война с Речью Посполитой
В 1654 году князь Михаил Михайлович Темкин-Ростовский принял участие в войне с Речью Посполитой. 16 (26) мая 1654 года, назначенный первым воеводой сторожевого полка, был у царской руки при отпуске в Вязьму. 25 мая (4 июня) получил царский приказ о наступлении на города Белую и Дорогобуж. В начале июня, во главе сторожевого полка взял Белую и 14 (24) июня отправил к царю Алексею Михайловичу с сообщением о взятии крепости стольника князя Степана Шаховского. Царь Алексей Михайлович выдал похвальную грамоту князю Михаилу Михайловичу и приказал ему продолжать наступление на Дорогобуж. По царском указу он со сторожевым полком выступил в поход, оставив в Белой гарнизон под командованием осадного головы Захария Новосильцева. 9 (19) июля из царского лагеря под Смоленском воеводы князь Михаил Михайлович со сторожевым полком, Яков Куденетович Черкасский с большим полком и Никита Иванович Одоевским с передовым полком выступили в поход на Оршу. 2 (12) августа царские воеводы прислали из Орши к царю под Смоленск своих гонцов, сообщая о взятии города и о преследовании отступающего войска под командованием великого гетмана литовского Януша Радзивилла. 3 (13) августа царь Алексей Михайлович отправил к воеводам князя Александра Лобанова-Ростовского с жалованным словом за победу над Оршей. 7 (17) августа в царский лагерь из-под Орши прибыли гонцы, сообщавшие о разгроме литовского войска и захвате многих пленников. Из города князь Михаил Михайлович с теми же воеводами выступил на Дубровну.
23 сентября (3 октября) царь послал воеводам под Оршу гонца с известием о взятии Смоленска. В октябре царские воеводы Я. К. Черкасский, Н. И. Одоевский и М. М. Темкин-Ростовский взяли Дубровну и 16 (26) октября сообщили об этом царю, находившемуся в Дорогобуже. Далее он участвовал во взятии Копыси и Шклова. В марте 1655 года во время второго государева похода на Речь Посполитую князь Михаил Михайлович был назван третьим из бояр, сопровождавших царя.
10 (20) октября 1661 года бездетный князь Михаил Михайлович Темкин-Ростовский скончался. Он был похоронен в родовой усыпальнице князей Темкиных, которая находилась под Благовещенским храмом, в Белогостицком монастыре (Ростовский район).
Женат на Марии Ивановне Измайловой, от брака с которой не имел потомства. С его смертью пресекся княжеский род Темкиных-Ростовских.